# Spoorlijn Berlijn - Szczecin
De spoorlijn Berlijn - Szczecin (Duits, tot 1945: Stettin) ook wel Berlin-Stettiner Eisenbahn of Stettiner Bahn genoemd is een Duitse spoorlijn als lijn 6081 Berlijn Gesundbrunnen - Angermünde, 6328 Angermünde - landsgrens en de parallel liggende S-Bahn gebruikt door DB Stadtverkehr GmbH als 6002 onder beheer van DB Netze.

## Geschiedenis
Het traject werd in fases geopend:
- 1 augustus 1842: Berlijn - Eberswalde
- 15 november 1842: Eberswalde - Angermünde
- 15 augustus 1843: Angermünde - Stettin
- 1 mei 1846: Stettin - Stargard

Reeds in 1836 werd de Berlin-Stettiner Eisenbahn-Gesellschaft door een groep zakenlui met de bedoeling een spoorweg te bouwen tussen Berlijn en Stettin, destijds een Pruisische stad die fungeerde als haven van Berlijn. Men hoopte dat er 39.000 reizigers en 20.000 ton goederen per jaar vervoerd konden worden. In 1842 werd beslist om de lijn door te trekken tot Stargard. Later dat jaar op 1 augustus 1842 werd de lijn al in gebruik genomen tot aan Eberswalde Hauptbahnhof. Een jaar later liep de lijn door tot Stettin. Omdat de lijn daarna doorgetrokken werd tot Stargard werd het station in Stettin omgebouwd van kopstation naar doorgangsstation. Het station in Stettin werd nu hernoemd in Stettin Hauptbahnhof. De eerste treinen die reden deden er ongeveer 4,5 uur over en reden twee keer per dag.
De spoorlijn profiteerde ook van de opening van de Ostbahn in 1851 met de spoorlijn Kreuz-Schneidemühl-Bromberg. Tot 1857, toen de oostelijke spoorlijn Kreuz-Küstrin-Frankfurt (Oder)-Berlin geopend werd moest al het oostelijke treinverkeer via de lijn Berlin-Stettin. In 1873 werd het volledige traject dubbelsporig. Na de nationalisatie van de spoorwegen kwam de spoorlijn in het beheer van de Preußische Staatseisenbahnen op 1 februari 1880. 
Na de Tweede Wereldoorlog werd Stettin een Poolse stad en nam het nu grensoverschrijdende verkeer af. In 1950 werd het Berlijnse station Stettiner Bahnhof omgedoopt in Nordbahnhof. In 1952 werd het station zelfs gesloten en later gesloopt, wat het voorlopige einde betekende van de spoorwegactiviteiten van de Stettiner Bahn in het westen van Berlijn. Midden jaren 1990 werden nog enkele haltes niet meer bediend richting Szczecin. Na de opening van het station Berlin Hauptbahnhof in 2006 konden reizigers opnieuw via de kortste route naar het centrum van Berlijn aan. Het traject tot Angermünde werd gemoderniseerd. In 2021 werd begonnen met aanpassingen aan de spoorlijn waardoor de snelheid opgetrokken wordt van 120 km/u tot 160 km/u. Naar verwachting zal dit in 2026 afgerond zijn voor het hele traject.

## Treindiensten

### Deutsche Bahn
De Deutsche Bahn verzorgt het personenvervoer op dit traject met RE- / RB-treinen.

#### S-Bahn
De S-Bahn, meestal de afkorting voor Stadtschnellbahn, soms ook voor Schnellbahn, is een in Duitsland ontstaan (elektrisch) treinconcept, welke het midden houdt tussen de Regionalbahn en de Stadtbahn. De S-Bahn maakt meestal gebruik van de normale spoorwegen om grote steden te verbinden met andere grote steden of forenzengemeenten. De treinen rijden volgens een vaste dienstregeling met een redelijk hoge frequentie.
Op dit traject rijdt de volgende S-Bahnen:
- S1: Wannsee ↔ Oranienburg: Wannsee - Nikolassee - Schlachtensee - Mexikoplatz - Zehlendorf - Sundgauer Straße - Lichterfelde West - Botanischer Garten - Rathaus Steglitz - Feuerbachstraße - Friedenau - Schöneberg - Yorckstraße (Großgörschenstr.) - Anhalter Bahnhof - Potsdamer Platz - Unter den Linden - Friedrichstraße - Oranienburger Straße - Nordbahnhof - Humboldthain - Gesundbrunnen - Bornholmer Straße - Wollankstraße - Schönholz - Wilhelmsruh - Wittenau - Waidmannslust- Hermsdorf- Frohnau - Hohen Neuendorf - Birkenwerder - Borgsdorf - Lehnitz - Oranienburg
- S2: Blankenfelde ↔ Bernau bei Berlin: Blankenfelde - Mahlow - Lichtenrade - Schichauweg - Buckower Chausee - Marienfelde - Attilastraße - Priesterweg - Südkreuz - Yorckstraße - Anhalter Bahnhof - Potsdamer Platz - Unter den Linden - Friedrichstraße - Oranienburger Straße - Nordbahnhof - Humboldthain - Gesundbrunnen - Bornholmer Straße - Pankow - Pankow-Heinersdorf - Blankenburg - Karow - Buch - Röntgental - Zepernick - Bernau-Friedenstal - Bernau bei BErlin

### Ostdeutsche Eisenbahn
De Ostdeutsche Eisenbahn GmbH (ODEG) verzorgt het personenvervoer op dit traject met RB-treinen.
Sinds december 2004 tot december 2014:
- OE 60: Berlijn-Lichtenberg – Eberswalde – Frankfurt (Oder)

## Aansluitingen
In de volgende plaatsen was of is er een aansluiting van de volgende spoorwegmaatschappijen:

### Szczecin Główny
- Poznań - Szczecin spoorlijn tussen Poznań en Szczecin
- Szczecin - Trzebież spoorlijn tussen Szczecin en Trzebież
- Bützow - Szczecin spoorlijn tussen Bützow en Szczecin

### Szczecin Gumieńce
- Bützow - Szczecin spoorlijn tussen Bützow en Szczecin

### Tantow
- Tantow - Gartz spoorlijn tussen Tantow en Gartz

### Passow (Uckermark)
- Passow - Schwedt spoorlijn tussen Passow en Schwedt

### Schönermark
- Schönermark - Damme spoorlijn tussen Schönermark en Damme

### Angermünde
- Spoorlijn Angermünde - Stralsund spoorlijn tussen Angermünde en Stralsund
- Angermünde-Schwedter Eisenbahn spoorlijn tussen Angermünde en Schwedt (Oder)
- Angermünde - Bad Freienwalde spoorlijn tussen Angermünde en Bad Freienwalde

### Britz
- Britz - Fürstenberg spoorlijn tussen Britz en Fürstenberg

### Eberswalde
- Eberswalde - Frankfurt spoorlijn tussen Eberswalde en Frankfurt (Oder)
- Eberswalde-Finowfurter Eisenbahn spoorlijn tussen Eberswalde en Schöpfurth (tegenwoordig: Finowfurt)

### Berlijn

#### Aansluiting Karower Kreuz
- Berliner Außenring spoorlijn rond Berlijn

#### Berlijn Bornholmer Straße
- Ringbahn S-Bahn rond centrum van Berlijn

#### Berlijn Gesundbrunnen
- Ringbahn S-Bahn rond centrum van Berlijn
- Preußische Nordbahn, spoorlijn tussen Berlin en Stralsund
- Noord-zuidtunnel S-Bahn onder het centrum van Berlijn

#### Berlijn Nordbahnhof
- Noord-zuidtunnel S-Bahn onder het centrum van Berlijn

#### Berlijn Hauptbahnhof
- Berlijnse Noord-Zuid spoorlijn, tussen de  aftakking Berlijn-Wedding en Berlijn Südkreuz Südende en parallel het deel met spoor 3 en 4 tussen Berlijn Hbf en Berlijn Südkreuz
- Berlin-Hamburger Bahn, spoorlijn tussen Berlijn Hamburger Bahnhof en Hamburg Berliner Bahnhof
- Berlin-Lehrter Eisenbahn, spoorlijn tussen Berlijn Lehrter Bahnhof en Lehrte bij Hannover
- Preußische Nordbahn, spoorlijn tussen Berlijn en Stralsund
- Anhalter Bahn, spoorlijn tussen Berlijn en Halle
- Berlin-Dresdner Eisenbahn, spoorlijn tussen Berlijn en Dresden
- Berliner Stadtbahn, spoorlijn en S-Bahn tussen Berlijn Charlottenburg via Berlijn Hauptbahnhof door het centrum naar Berlijn Ostbahnhof

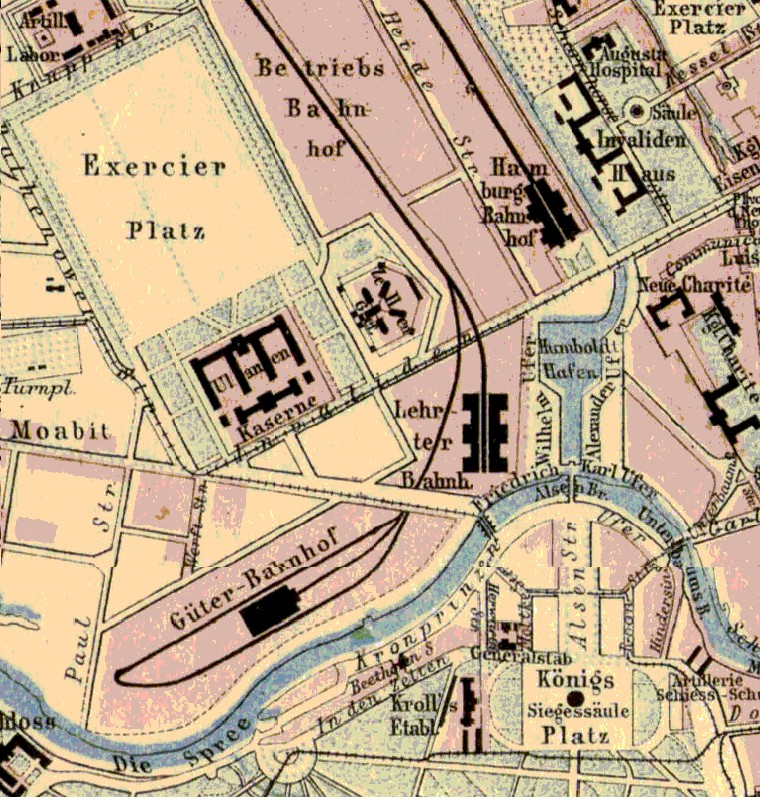
Lehrter Bahnhof en Hamburger Bahnhof

## Elektrische tractie
De S-Bahn van Berlijn maakte gebruik van een stroomrail. Dit net is met een spanning van 800 volt gelijkstroom.
Het traject tussen Berlijn en Passow (Uckermark) werd geëlektrificeerd met een spanning van 15.000 volt 16⅔ Hz wisselstroom.
Het traject tussen Szczecin Gumieńce en Szczecin Główny werd door de PKP geëlektrificeerd met een spanning van 3.000 volt gelijkstroom.